# Mouvement étudiant
 (novembre 2023).
Un mouvement étudiant, aussi appelé au Québec grève étudiante, est un événement au cours duquel des étudiants cessent d'aller en cours et bloquent généralement l'accès des salles de cours aux autres étudiants et aux professeurs, et manifestent. 
Les mouvements étudiants sont une forme courante de mobilisation des étudiants dans le monde. Elles sont votées en assemblées générales au sein de chaque établissement. Les revendications portent souvent sur les conditions d'enseignement et de la vie étudiante mais également sur des causes socialistes ou écologistes.

## Liste

### International
- Grève étudiante pour le climat

### Afrique
- Mouvement d'étudiants en Médecine au Maroc durant l’automne 2015, contre le texte de loi portant sur le service civil obligatoire.

### Amérique
- Mouvement d'étudiants au Pérou en juin 2006, contre la démission d'un professeur du Lycée franco-péruvien.

#### États-Unis
- Révolte du beurre
- Début des manifestations d'étudiants, aux États-Unis, contre la guerre du Viêt Nam, à partir de 1963.
- Grève des étudiants aux États-Unis en 1970, en réaction à l'invasion du Cambodge et à la Fusillade de Kent State University
- Mouvement d'étudiants au Porto Rico de décembre 2010 à février 2011.

#### Québec
- Grève étudiante de 1968

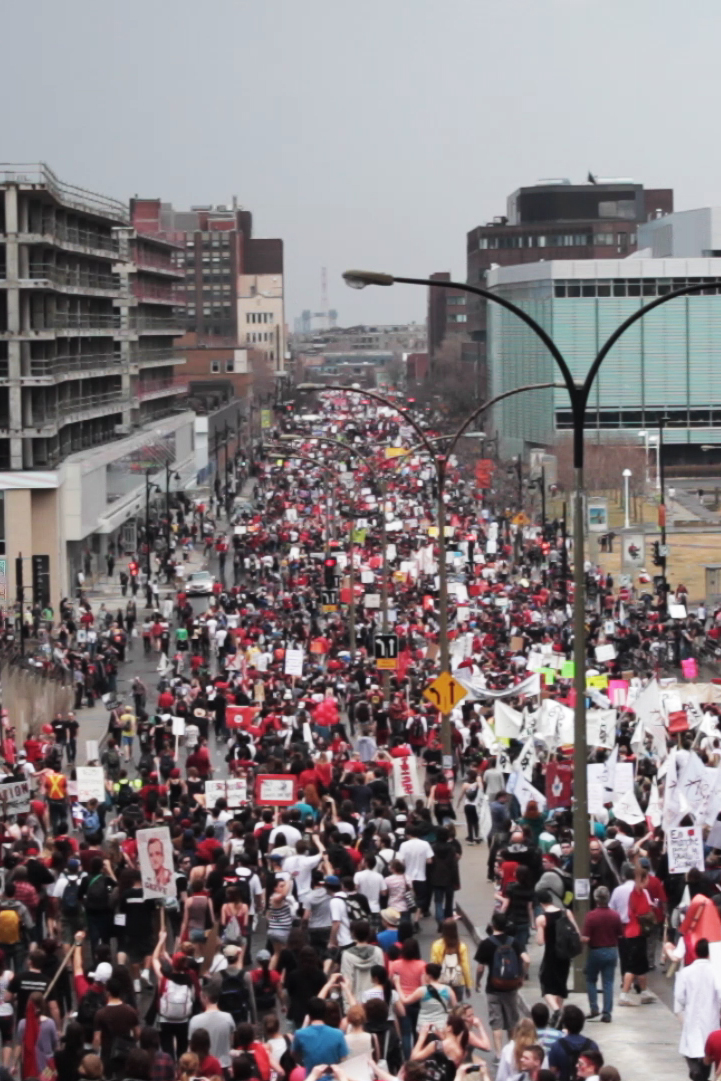
Grande manifestation du 22 mars contre la hausse des frais de scolarité pendant la Grève étudiante québécoise de 2012.

- Mouvement étudiant au Québec en 2004-2005, se concluant par la Grève étudiante québécoise de 2005, contre la conversion de bourses d'études en prêts d'études.
- Mouvement étudiant au Québec en 2011-2012, contre le dégel des frais de scolarité. Face à l'indifférence du gouvernement s'ensuit la grève d'étudiants québécoise de 2012.
- Grève étudiante de 2015

### Asie
- Mouvement de la « génération Zenkyōtō » (全共闘世代, Zenkyōtō-sedai?), Zenkyōtō, signifiant littéralement « Combat tous ensemble », au Japon entre 1965 et 1972, du nom du principal, du plus actif et du plus radical des syndicats d'étudiants, la Réunion des luttes d'étudiants (全学共闘会議, Zen-gaku kyōtō kaigi?). Ils protestent tant contre la hausse des frais d'inscription, le système éducatif jugé élitiste, la signature de l'accord nippo-coréen du 18 décembre 1965 rétablissant des relations diplomatiques et une coopération avec la Corée du Sud autoritaire de Park Chung-hee ou la présence de soldats et de bases américaines sur le sol japonais.
- Le 6 octobre 1976, dans la capitale thaïlandaise Bangkok, des militants d’extrême droite appuyés par la police et l’armée ouvrent le feu sur une manifestation d'étudiants de gauche. Les manifestants qui tentent de s’enfuir à la nage, par le fleuve, sont abattus. Ceux qui se rendent sont battus, certains à mort, et d’autres brûlés vifs. Plusieurs jeunes filles sont violées puis tuées. Les autorités font état de 46 morts, mais le bilan réel pourrait être d'une centaine de tués[1].
- Manifestation des étudiants en Chine, place Tian'anmen, le 4 juin 1989, pour plus de démocratie
- Mouvement d'étudiants en Iran en 1999, contre la fermeture du journal réformiste Salam.
- Scholarism (2011 - 2016) : mouvement étudiant ayant été une des principales organisations à l'origine des manifestations de Hong Kong en 2014.

### Europe
- Mouvement d'étudiants en Hongrie en 1956, qui marqua le début de l'Insurrection de Budapest.
- Manifestations estudiantines au Portugal en 1962 en réaction à la répression des associations estudiantines surtout composées d'opposants au régime Estado Novo.
- Mouvement étudiant en Italie de décembre 1989 jusque mai 1990 (appelé "mouvement Panthère" une panthère s'étant échappée d'un zoo à Rome au même moment ) : 150 universités occupées contre la possible privatisation de l'université et contre "la concentration monopoliste de l’information"
- Mouvements étudiants de l'automne 1994 en Belgique contre les fusions d'établissements.
- Mouvement d'Otpor contre le régime de Slobodan Milošević en Serbie.
- Mouvement d'étudiants en Communauté française de Belgique à l'automne 2004 contre la surpopulation dans les Hautes écoles, puis pour le refinancement de l'enseignement.
- Mouvement d'étudiants en Italie à l'automne 2005 contre la privatisation des universités.
- Mouvement d'étudiants en Grèce de mars à juin 2006, contre la privatisation des universités et un contrat précaire similaire au CPE, puis de septembre à décembre 2006.
- Mouvement d'étudiants au Royaume-Uni, et en  Italie  fin 2010 en réaction aux coupures de budget et à l'augmentation des frais de scolarité.
- Mouvement d'étudiant chiliens de 2011 pour une fortification du rôle de l'État dans l'éducation.

#### France
- Grève de 1229 à l'université de Paris

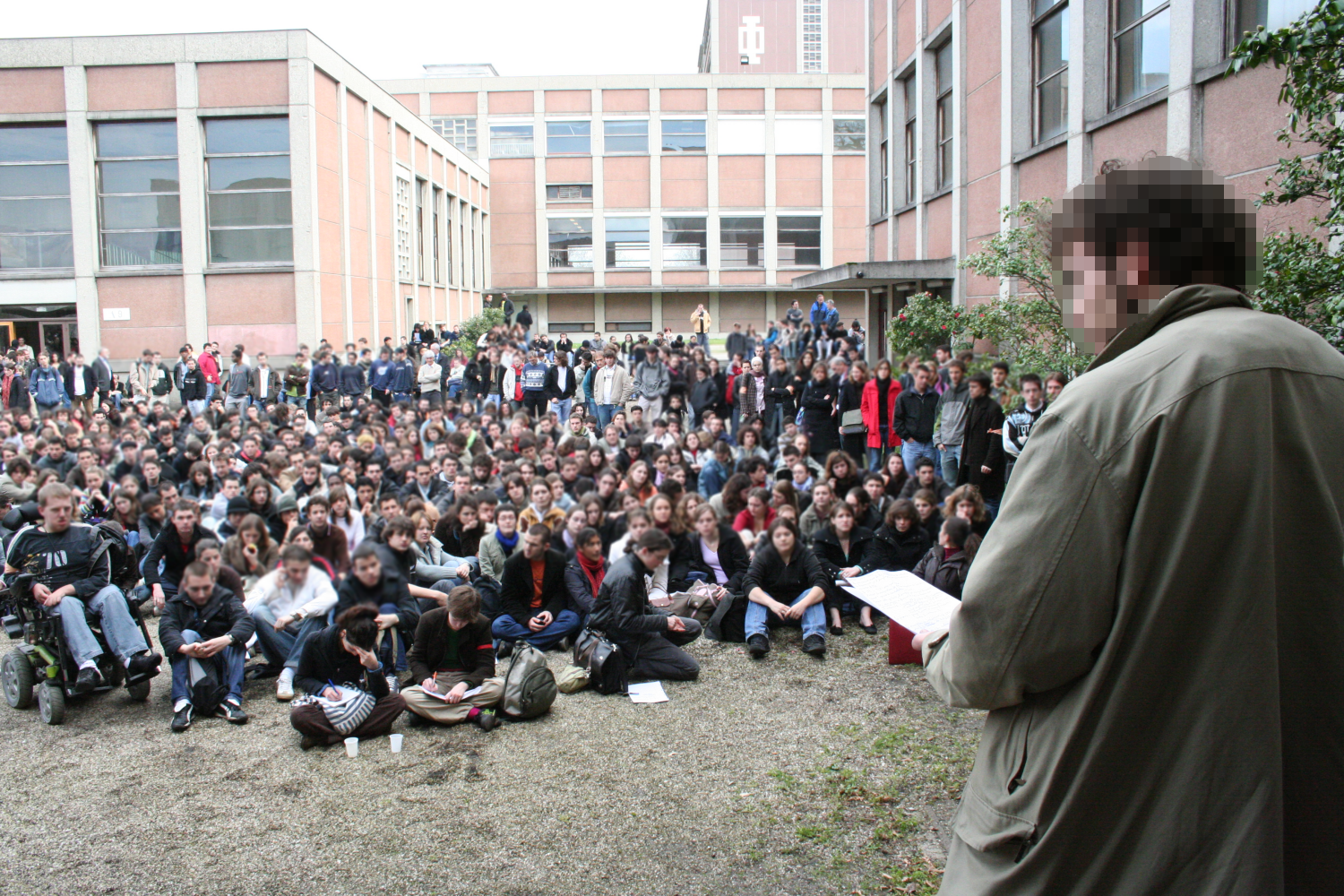
Étudiants manifestant contre le CPE en 2006

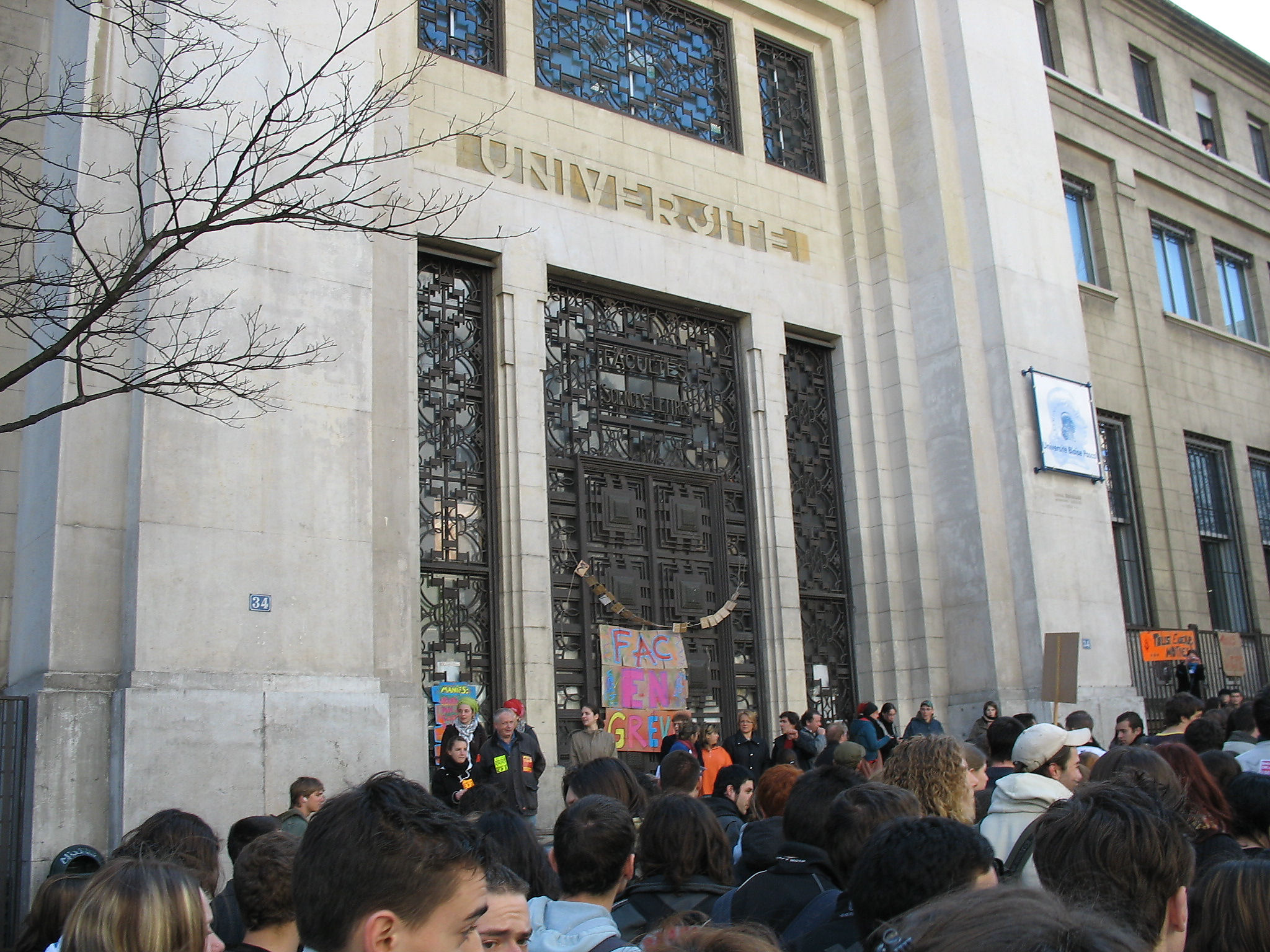
Université Clermont II : Étudiants manifestant lors du mouvement du printemps 2006

- Mouvements de 1968, dont le Mai 68 français.
- mars 1974 : mouvement lycéen contre le projet de loi Fontanet.
- printemps 1976 : mouvement étudiant contre la réforme du second cycle.
- automne 1978 : mouvement des lycées professionnels.
- mai 1980 : mouvement étudiant contre le décret Imbert.
- novembre-décembre 1986 : mouvement étudiant contre le projet Devaquet.
- mars 1994 : Après la manifestation contre la révision de la Loi Falloux du 16 janvier, mouvement étudiant et lycéen contre le CIP (Contrat d'Insertion Professionnelle).
- novembre 1998 : grève de la faim des étudiants sans-papiers de l'université de Nanterre.
- novembre 2002 : mouvement étudiant contre l'autonomie financière des universités.
- 2006 : la mouvement étudiant contre la loi pour l'égalité des chances, qui comprenait le contrat première embauche (CPE), fait abandonner le projet.